# Renegade (Thin Lizzy-album)
Renegade är det elfte studioalbumet av det irländska rockbandet Thin Lizzy, utgivet 1981. Det var gitarristen Snowy Whites andra och sista album med Thin Lizzy.
Detta var keyboardisten Darren Whartons första album som fullvärdig medlem i gruppen. Trots detta togs hans bild bort från albumfodralet.

## Låtlista
Samtliga låtar av Scott Gorham och Phil Lynott, om inte annat anges.
1. "Angel of Death" - (Lynott/Wharton) 6:18
2. "Renegade" - (Lynott/White) 6:08
3. "The Pressure Will Blow" - 3:46
4. "Leave This Town" - 3:49
5. "Hollywood (Down on Your Luck)" - 4:10
6. "No One Told Him" - 3:36
7. "Fats" - (Lynott/White) 4:04
8. "Mexican Blood" - (Lynott) 3:41
9. "It's Getting Dangerous" - 5:30

## Medverkande
- Phil Lynott - sång, elbas
- Scott Gorham - gitarr, kör
- Darren Wharton - keyboard, orgel, minimoog, kör
- Brian Downey - trummor, slagverk
- Snowy White - gitarr, kör